# Liste der Kulturdenkmale in Luisenthal

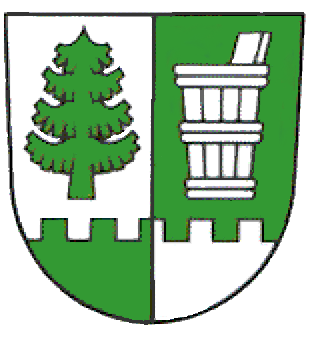

Die Liste der Kulturdenkmale in Luisenthal enthält die Kulturdenkmale, die am 29. Juni 2023 in der Denkmalliste der unteren Denkmalschutzbehörde des Landkreises Gotha zur Gemeinde Luisenthal verzeichnet waren.

## Legende
- Bild: zeigt ein Bild des Kulturdenkmals und gegebenenfalls einen Link zu weiteren Fotos des Kulturdenkmals im Medienarchiv Wikimedia Commons
- Bezeichnung: Name, Bezeichnung oder die Art des Kulturdenkmals
- Lage: Wenn vorhanden Straßenname und Hausnummer des Kulturdenkmals; Grundsortierung der Liste erfolgt nach dieser Adresse. Der Link Karte führt zu verschiedenen Kartendarstellungen und nennt die Koordinaten des Kulturdenkmals.
 Kartenansicht, um Koordinaten zu setzen – in dieser Kartenansicht sind Kulturdenkmale ohne Koordinaten mit einem roten bzw. orangen Marker dargestellt und können in der Karte gesetzt werden. Kulturdenkmale ohne Bild sind mit einem blauen bzw. roten Marker gekennzeichnet, Kulturdenkmale mit Bild mit einem grünen bzw. orangen Marker.
- Datierung: gibt das Jahr der Fertigstellung beziehungsweise das Datum der Erstnennung oder den Zeitraum der Errichtung an
- Beschreibung: bauliche und geschichtliche Einzelheiten des Kulturdenkmals, vorzugsweise die Denkmaleigenschaften
- ID: Die ID identifiziert das Kulturdenkmal eindeutig. In Thüringen sind aktuell keine IDs veröffentlicht. In der ID-Spalte kann sich auch folgendes Icon  befinden, dies führt zu Angaben zu diesem Kulturdenkmal bei Wikidata.

## Einzeldenkmale
| Bild                           | Bezeichnung                            | Lage                                   | Datierung | Beschreibung | ID |
| ------------------------------ | -------------------------------------- | -------------------------------------- | --------- | --- | -- |
| Fotos hochladen                | Gedenktafel Forstmeister Salzmann      | Am Triefstein bei Luisental            | 1855      | Gedenktafel am Triefstein bei Luisenthal (Thüringen) für den Oberforstrat Ernst Julius Theodor Salzmann (1792–1855) |    |
| Fotos hochladen                | Stutzhäuser Brauerei                   | Karl-Marx-Straße 8 (Stutzhaus) (Karte) |           | Stutzhäuser Brauerei |    |
| weitere Bilder Fotos hochladen | Herzog-Alfred-Gedächtniskirche         | Berletstraße 11 (Stutzhaus) (Karte)    |           | Herzog-Alfred-Gedächtniskirche, Ausstattung, Grabsteine |    |
| Fotos hochladen                | Turm der Käfernburg                    | Schwarzwald (Karte)                    | 13. Jh.   | Turm der ehemaligen Käfernburg |    |
| Fotos hochladen                | Kriegerdenkmal Turmberg                | Unterhalb der Käfernburg (Karte)       | 1871      | Kriegerdenkmal zur Erinnerung an den Krieg 1870–1871 |    |
| weitere Bilder Fotos hochladen | Ohra-Talsperre                         | Stutzhaus (Karte)                      | 1960–1967 | |    |
| Fotos hochladen                | Ehemalige Villa Maelzer und Liegehalle | Wölfiser Straße 4 (Stutzhaus) (Karte)  |           | Ehem. Villa von Minna Maelzer (1849–1922; aus Suhl), Schwiegertochter des Ohrdrufer Unternehmers Carl Friedrich Maelzer mit 745 m² Wohnfläche; später Kinderkurstätte, heute Privatwohnungen, Architekt: Julius Krusewitz |    |

## Archäologische Denkmale
| Bild                           | Bezeichnung          | Lage                | Datierung | Beschreibung                                | ID |
| ------------------------------ | -------------------- | ------------------- | --------- | ------------------------------------------- | -- |
| weitere Bilder Fotos hochladen | Ehemalige Käfernburg | Schwarzwald (Karte) | 12. Jh.   | Fundamente der mittelalterlichen Käfernburg |    |